# Tegella arctica
Tegella arctica är en mossdjursart som först beskrevs av d'Orbigny 1853.  Tegella arctica ingår i släktet Tegella och familjen Calloporidae. Inga underarter finns listade i Catalogue of Life.